# Asymptotische Erwartungstreue
Die asymptotische Erwartungstreue, auch asymptotische Unverfälschtheit oder asymptotische Unverzerrtheit genannt, ist eine Eigenschaft eines Punktschätzers in der mathematischen Statistik. Anschaulich sind asymptotisch erwartungstreue Schätzer solche, die für endliche Stichproben nicht erwartungstreu sind, also eine systematische Verzerrung aufweisen. Diese verschwindet aber im Grenzwert bei immer größer werdenden Stichprobenumfängen.

## Definition
Gegeben sei ein statistisches Modell {\displaystyle (X^{\mathbb {N} },{\mathcal {A}}^{\mathbb {N} },(P_{\vartheta }^{\mathbb {N} })_{\vartheta \in \Theta })}, welches das unendliche Wiederholen eines Experimentes formalisiert. Des Weiteren sei eine Folge von Punktschätzern
{\displaystyle T_{n}\colon X^{n}\to \mathbb {R} }
gegeben und eine zu schätzende Funktion
{\displaystyle g\colon \Theta \to \mathbb {R} }.
Dann heißt die Folge {\displaystyle T_{n}} asymptotisch erwartungstreu, wenn
{\displaystyle \lim _{n\to \infty }\operatorname {E} _{\vartheta }(T_{n})=g(\vartheta )} für alle {\displaystyle \vartheta \in \Theta }.
Dabei bezeichnet {\displaystyle \operatorname {E} _{\vartheta }} den Erwartungswert bezüglich des Wahrscheinlichkeitsmaßes {\displaystyle P_{\vartheta }^{\mathbb {N} }}.

## Beispiel
Ein typischer asymptotisch erwartungstreuer Schätzer entsteht im Normalverteilungsmodell, wenn man bei unbekanntem Erwartungswert die Varianz mittels der Maximum-Likelihood-Methode schätzt.
Das statistische Modell ist gegeben durch
{\displaystyle (\mathbb {R} ^{\mathbb {N} },{\mathcal {B}}(\mathbb {R} ^{\mathbb {N} }),{\mathcal {N}}_{\mu ,\sigma ^{2}}^{\otimes \mathbb {N} })}
für {\displaystyle (\mu ,\sigma ^{2})\in \mathbb {R} \times (0,\infty )}, der Maximum-Likelihood-Schätzer für eine Stichprobe der Größe {\displaystyle n} durch
{\displaystyle T_{n}(X)={\frac {1}{n}}\sum _{i=1}^{n}\left(X_{i}-{\tfrac {1}{n}}\sum _{j=1}^{n}X_{j}\right)^{2}},
die (unkorrigierte) Stichprobenvarianz. Die zu schätzende Funktion ist
{\displaystyle g(\sigma )=\sigma ^{2}}
Bezeichne der Einfachheit halber {\displaystyle P(\mu ,\sigma ^{2})={\mathcal {N}}_{\mu ,\sigma ^{2}}^{\otimes \mathbb {N} }} die entsprechende Wahrscheinlichkeitsverteilung der statistischen Modells. Dann ist nach dieser Rechnung
{\displaystyle \operatorname {E} _{P(\mu ,\sigma ^{2})}(T_{n})={\frac {n-1}{n}}\sigma ^{2}}.
Der Schätzer ist also nicht Erwartungstreu. Insbesondere gilt für die Verzerrung
{\displaystyle \operatorname {Bias} _{T_{n}}(\sigma )={\frac {\sigma ^{2}}{n}}}
Der Schätzer ist aber asymptotisch Erwartungstreu, denn es ist
{\displaystyle \lim _{n\to \infty }\operatorname {E} _{P(\mu ,\sigma ^{2})}(T_{n})=\sigma ^{2}=g(\sigma )}.

## Allgemeinere Formulierungen
Es existieren noch allgemeinere Formulierungen als die oben angegebene. Dabei werden die Voraussetzungen, dass es sich um eine Wiederholung des immer selben Experiments handelt (unendliches Produktmodell) fallen gelassen.
Formal wird dann ein Wahrscheinlichkeitsraum {\displaystyle (\Omega ,{\mathcal {A}},P_{\vartheta })} für {\displaystyle \vartheta \in \Theta } definiert sowie eine Folge von Zufallsvariablen {\displaystyle (X_{i})_{i\in \mathbb {N} }} auf diesem Wahrscheinlichkeitsraum.
Eine Folge von Punktschätzern {\displaystyle T_{n}=T_{n}(X_{1},X_{2},\dots ,X_{n})} heißt dann asymptotisch erwartungstreu für die Funktion {\displaystyle g}, wenn
{\displaystyle \lim _{n\to \infty }\operatorname {E} _{\vartheta }{\bigl (}T_{n}(X_{1},X_{2},\dots ,X_{n}){\bigr )}=g(\vartheta )}
für alle {\displaystyle \vartheta \in \Theta }.